# Intolerancia a la sacarosa
La intolerancia a la sacarosa o déficit de sacarasa es una enfermedad poco conocida, debida a la falta de la enzima denominada sacarasa. Las personas que la sufren no pueden tomar sacarosa (azúcar común), ya que les provoca problemas intestinales graves.
La falta de la enzima sacarasa en las vellosidades del intestino delgado provoca que la sacarosa (azúcar común) pase sin digerir al intestino grueso, donde es fermentada por las bacterias, produciendo gases, malestar, diarreas, e incluso sangrado.
Es muy difícil diagnosticar la citada enfermedad, ya que los síntomas son similares a otras: enfermedad celíaca, intolerancia a la lactosa, síndrome de intestino irritable, enfermedad de Crohn, etc.
Una forma de diagnosticarla es efectuar una biopsia intestinal, tomar una muestra de las vellosidades intestinales y analizar la cantidad de la enzima sacarasa presente.
El origen de esta enfermedad es debido, en la mayor parte de los casos, a un déficit congénito de la enzima sacarasa. Los síntomas se comienzan a detectar al alimentar a los bebés con papillas de cereales, pero dependiendo del caso pueden tardar más o menos tiempo en detectarse.
Muchas veces esta intolerancia está asociada a la intolerancia a la isomaltosa, llamándose en este caso Déficit Congénito de Sacarasa-Isomaltasa (DCSI). A veces también aparece asociada una intolerancia a la lactosa.
En estos casos se recomienda una dieta libre de sacarosa (azúcar común) y de almidón. El problema es que la sacarosa y el almidón están presentes en muchos alimentos: frutas, verduras, pan, embutidos, etc. 
Se están probando unos fármacos experimentales, que funcionan bien en algunos pacientes.